# 알렉산더 피터스
알렉산더 알버트 피터스(Alexander Albert Pieters, 1871년 12월 30일 ~ 1958년 6월 29일, 한국명 피득) 성경번역자, 찬송가 작사자, 복음전도자 한국에서 구약성경을 최초로 우리말로 번역한 개신교 목사이다. 그가 1895년 한국에 와서 3년간 한국말을 배운 후 1898년 시편 150편 중 62편을 골라 우리말로 번역하여 '시편촬요'를 출간한 것이 한국 역사상 최초의 한글 구약성경 번역이 되었다. 미국 캘리포니아주 LA카운티 알타데나(Altadena) 소재 마운틴 뷰에 묻혔다.

## 생애
알렉산더 피터스는 1871년 러시아의 정통파 유대교(Orthodox Jew) 가정에서 태어났다. 아버지의 이름은 Reuben Frumkin이고 어머니는 Rebecca Kaidanovsky이었다. 그는 어려서부터 가정에서 히브리어를 배웠고, 히브리어로 된 기도문과 시편을 낭송하며 성장했다. 그가 자라났던 19세기 말, 제정 러시아는 정치적으로나 경제적으로 밝은 미래가 보이지 않는 암담한 상황이었다. 뿐만 아니라, 유대인들에 대한 차별과 박해가 극심해서 유대인들은 이중고에 시달려야 했다. 알렉산더 피터스는 희망이 보이지 않는 러시아를 떠나기로 결단했다. 새롭게 운명을 개척하기 위해 집을 떠난 24세의 청년 피터스는 우여곡절 끝에 멀고 먼 일본 나가사키에 도달하게 되었다. 그곳에서 미국이나 다른 나라로 가려는 계획이었다. 그러나 그곳에서 그는 세례받고 기독교인으로 중생하여 한국의 선교사가 되었다.

## 한국선교
1891년 ABS 루미스(Loomis, Henry) 일본 총무에 의하여 권서(Colporteur)로 채용되어 1895년 5월 16일 내한했다. 1895년 9월부터 1898년 6월까지 3년 간 ABS 권서 겸 한국 부총무로 활동하면서 빠른 시일에 한국어를 익혔다.
서울 근교와 호남과 충청지역을 순회하며 성서도 판매했다. 1897년부터 시편 번역에 착수하여 1898년에 12월 6일, 62편의 시편을 번역하여《시편 촬요》라는 제목으로 한국 최초의 구약성서를 발행했다. 그 후에 구약성경번역(1911)을 번역했고 <개역구약성경>(1938)의 완역에 헌신하였다.